# Joana Frances Gormley
Joana Frances Gormley   (6 d'octubre de 1937 - 19 d'octubre de 2007) va ser una verge consagrada de l'Església catòlica, investigadora americana en els camps de la literatura clàssica i estudis bíblics. Va ser professora del Departament de Sagrada Escriptura al seminari de Mont St. Mary. Va fer tasques de traducció i va escriure diverses obres basant-se en místics com Edith Stein i Joan d'Àvila.

## Biografia
Va néixer a Filadèlfia, Pennsilvània. Va ser un dels 13 fills de John Gormley i Dorothy Edna (Hihns) Gormley. Després d'anar a l'escola, va entrar a les Filles de la Caritat de Sant Vicenç de Paül, que més tard va deixar. Va assistir a la universitat Trinity de Washington DC, després d'obtenir els estudis Clàssics de la Universitat Harvard. Va obtenir el doctorat en estudis sobre el Nou Testament de la universitat Fordham de Nova York.
Després de rebre el seu doctorat, va tornar a la seva universitat de Trinity, que havia estat l'alma mater, on va ensenyar clàssics i teologia. Durant aquest temps, va fer estudis doctorals a distància de l'Escola bíblica i arqueològica francesa de Jerusalem. Va fer una extensa recerca sobre la vida i els escrits de Teresa de Lisieux, a qui tenia una forta devoció, al Centre Teresià de Documentació de Lisieux de França, i també va estudiar la conversa jueva alemanya Edith Stein.
El 1988 va anar a la facultat del seminari de Mont St. Mary d'Emmitsburg, a Maryland, on va ensenyar Escriptura als seminaristes. El 2003 va fer un semestre sabàtic per investigar la vida i escriptures del sacerdot espanyol Joan d'Àvila, patró del clergat espanyol, que recentment havia estat declarat un Doctor de l'Església. La seva feina acabà amb una nova traducció de la seva obra més coneguda, Audi, filia.
Esdevingué professora del departament el 2004. Era participant activa en diverses associacions teològiques, i va publicar un comentar a Dei Verbum (la Constitució Dogmàtica sobre la Revelació Divina), que va ser impulsada pel Concili Vaticà II, per la Universitat Catòlica a Distància.
Va morir a Gettysburg, Pennsilvània, el 19 d'octubre de 2007. Les seves restes van ser enterrades al cementiri Calvary de Conshohocken, Pennsilvània.